# Pacte per la Llibertat

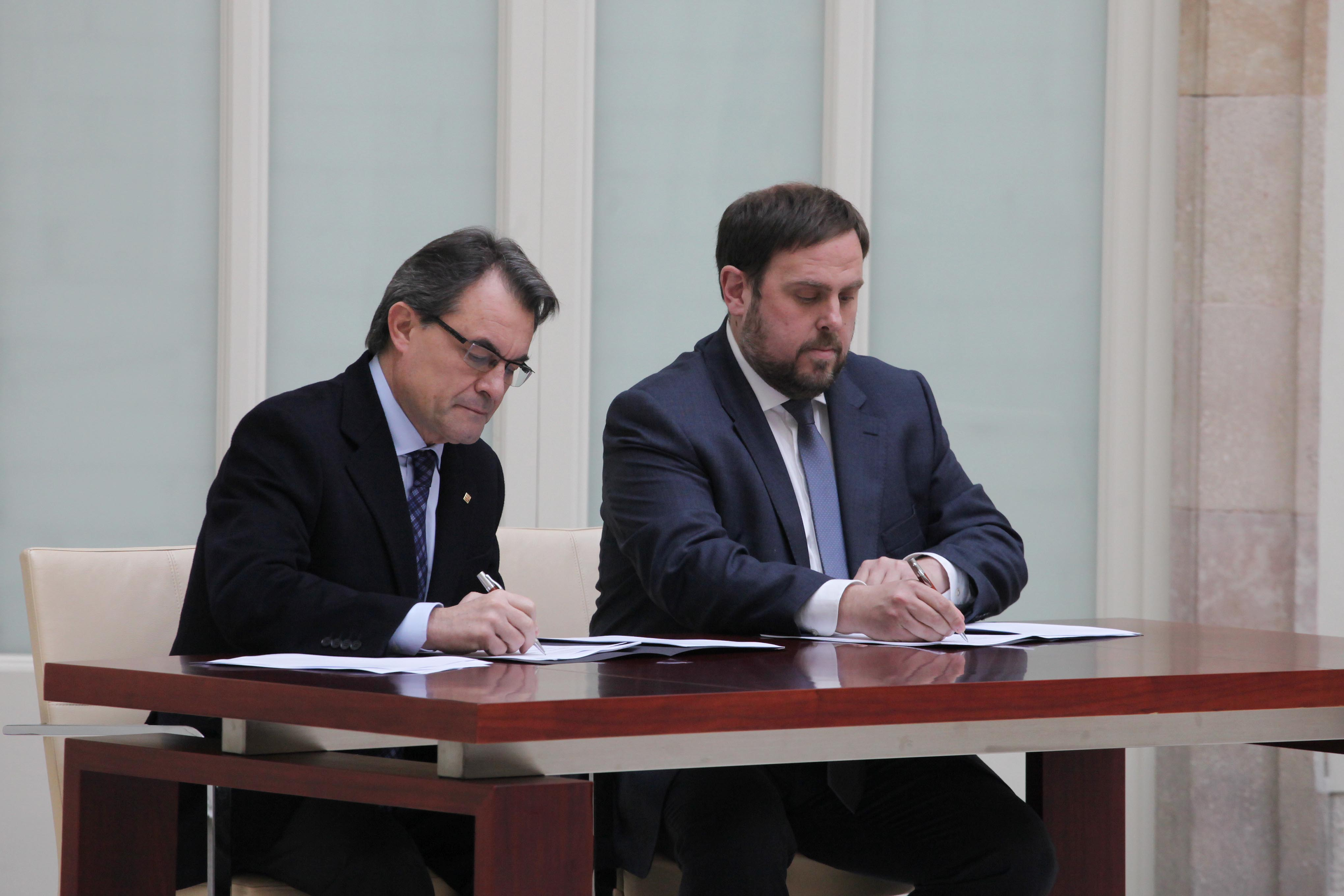
El President de la Generalitat de Catalunya Artur Mas i el Cap de l'oposició Oriol Junqueras, signant el «Pacte per la Llibertat» el dia 19 de desembre del 2012.

El «Pacte per la Llibertat», també conegut com a Acord per a la transició nacional i per garantir l'estabilitat parlamentària del Govern de Catalunya, és un pacte signat el 2012 entre les dues principals formacions polítiques de Catalunya (Convergència i Unió i Esquerra Republicana de Catalunya) amb l'objectiu de convocar una consulta perquè el poble català pogués decidir democràticament i lliurement sobre la possibilitat que Catalunya esdevingués un Estat en el marc europeu.
En el pacte, signat el 19 de desembre de 2012 al Parlament de Catalunya, s'afirmà que les dues formacions "coincideixen en la voluntat de donar la veu als ciutadans mitjançant una consulta, i en la voluntat de situar Catalunya com un nou Estat d'Europa". D'altra manera, també tingué l'objectiu de garantir l'estabilitat parlamentària del govern de CiU arran de les eleccions al Parlament de Catalunya de 2012 amb el suport d'ERC.